# Mỹ Long, huyện Cai Lậy
Mỹ Long là một xã thuộc huyện Cai Lậy, tỉnh Tiền Giang, Việt Nam.

## Địa lý
Xã Mỹ Long tiếp giáp xã Long Tiên ở phía tây, tiếp giáp xã Tam Bình ở phía nam, tiếp giáp xã Bàn Long và xã Hữu Đạo của huyện Châu Thành ở phía đông, tiếp giáp địa phận của thị xã Cai Lậy ở phía bắc.
Các con sông, kênh, rạch chảy qua địa bàn xã gồm: rạch Bà Trà, kênh Bang Lợi, sông Bình Ninh, rạch Cả Nai, sông Cầu Gió, kênh Chín Tương, Kênh Mới, kênh Mỹ Long - Bà Kỳ, kênh Năm Mạnh, kênh Ông Mười, rạch Mương Lộ, sông Rạch Gầm, kênh Tám Các.

## Hành chính
Xã Mỹ Long có diện tích 12,81 km², dân số năm 2013 là 9.158 người, mật độ dân số đạt 715 người/km².
Xã được chia thành 8 ấp: Mỹ Chánh, Mỹ Điền, Mỹ Hòa, Mỹ Hội, Mỹ Hưng, Mỹ Lợi, Mỹ Phú, Mỹ Thạnh.

## Kinh tế – Xã hội
Sông Rạch Gầm chảy qua xã theo hướng tây đông, cắt đôi địa bàn xã, ở phía đông bên bờ bắc của sông là chợ Mỹ Long, trung tâm mua bán của xã. Từ chợ Mỹ Long theo đường nhựa chạy về hướng bắc khoảng 300 m là Ngã tư Mỹ Long, suốt tuyến đường này dân cư tập trung sinh sống và mua bán rất đông. Con đường quan trọng nhất xã là đường Long Tiên - Mỹ Long, số hiệu là đường huyện 35 (ĐH.35), chạy theo hướng tây - đông. Các đường liên ấp đều là đường đan.
Năm 2011, xã Mỹ Long có 1.000 ha (10 km²) chuyên canh sầu riêng và vú sữa Lò Rèn. Đến năm 2019, diện tích trồng vú sữa chỉ còn khoảng 30 ha, từ vị thế là cây trồng chủ lực của xã người dân đã chuyển sang trồng các loại cây trồng khác. Đến nay, sầu riêng là cây trồng chính của kinh tế xã với diện tích 900 ha.
Xã cũng tương tự các xã khác ở Tiền Giang đang gặp phải tình trạng nhiễm mặn, bên cạnh đó là tình trạng sạt lở dọc bờ sông nghiêm trọng. Đầu năm 2021, xã xảy ra 9 điểm sạt lở với tổng chiều dài 175m, có nơi sạt lở vào sâu 4m.

## Thư viện ảnh
|  |  |  |  |